# Cinque Nazioni 1926
Il Cinque Nazioni 1926 (in inglese 1926 Five Nations Championship; in francese Tournoi des Cinq Nations 1926; in gallese Pencampwriaeth y Pum Gwlad 1926) fu la 12ª edizione del torneo annuale di rugby a 15 tra le squadre nazionali di Francia, Galles, Inghilterra, Irlanda e Scozia, nonché la 39ª in assoluto considerando anche le edizioni dell'Home Championship.
Per la sesta volta la vittoria fu condivisa: ad aggiudicarsi il torneo furono Scozia e Irlanda, rispettivamente alla propria dodicesima e sesta affermazione; gli irlandesi mancarono l'occasione di fare punteggio pieno e Grande Slam nella loro ultima partita a Swansea, persa 5-8 contro il Galles; una settimana più tardi, la Scozia difese la Calcutta Cup battendo l'Inghilterra a Twickenham e affiancando gli irlandesi in classifica generale.
Il valore delle marcature, come stabilito dall’IRFB nel 1905, era: 3 punti per ciascuna meta (5 se trasformata), 3 punti per la realizzazione di ciascun calcio piazzato o mark, 4 punti per la realizzazione di ciascun drop.

## Nazionali partecipanti e sedi
| Squadra     | Città           | Impianto interno         |
| ----------- | --------------- | ------------------------ |
| Francia     | Colombes        | Stadio olimpico          |
| Galles      | Cardiff Swansea | Arms Park St Helen's     |
| Inghilterra | Londra          | Twickenham               |
| Irlanda     | Belfast Dublino | Ravenhill Lansdowne Road |
| Scozia      | Edimburgo       | Murrayfield              |

## Risultati
| Arbitro: | W.J. Llewellyn |

|          |      |                              |
| Piquiral | mt   | Bannerman MacMyn Wallace (3) |
|          | tr   | Drysdale                     |
| Gonnet   | c.p. | Gillies                      |

| Arbitro: | W.H. Acton |

|         |    |              |
| Andrews | mt | W. Wakefield |

| Arbitro: | Alfred Lawrie |

|                |      |  |
| Stephenson (2) | mt   |  |
| Hewitt         | tr   |  |
| Stephenson     | c.p. |  |

| Arbitro: | David Helliwell |

|          |      |         |
| Waddell  | mt   | Herrera |
| Drysdale | tr   | Everson |
| Gillies  | c.p. |         |

| Arbitro: | W.J. Llewellyn |

|                                 |      |                       |
| Cussen (2) F. Hewitt Stephenson | mt   | Haslett Periton Young |
| Stephenson (2)                  | tr   | Francis (3)           |
| Stephenson                      | c.p. |                       |

| Arbitro: | Albert Freethy |

|                         |    |  |
| Aslett (2) Kittermaster | mt |  |
| Francis                 | tr |  |

| Arbitro: | Barry Cumberlege |

|  |    |      |
|  | mt | Gage |

| Arbitro: | Barry Cumberlege |

|                         |      |            |
| Harding Herrera Hopkins | mt   | Hanrahan   |
| Rees                    | tr   | Stephenson |
|                         | c.p. | Stephenson |

| Arbitro: | W.H. Acton |

|                   |      |                      |
| Tucker Voyce Webb | mt   | I. Smith (2) Waddell |
|                   | tr   | Waddell (2)          |
|                   | drop | Dykes                |

| Arbitro: | Wallace Harland |

|          |      |         |
| Gérintès | mt   | Watkins |
| Gonnet   | tr   |         |
|          | drop | Cornish |

## Classifica
| Pos | Squadra     | G | V | N | P | PF | PS | DP  | Pt |
| --- | ----------- | - | - | - | - | -- | -- | --- | -- |
| 1   | Scozia      | 4 | 3 | 0 | 1 | 45 | 23 | +22 | 6  |
| 2   | Irlanda     | 4 | 3 | 0 | 1 | 41 | 26 | +15 | 6  |
| 3   | Galles      | 4 | 2 | 1 | 1 | 26 | 24 | +2  | 5  |
| 4   | Inghilterra | 4 | 1 | 1 | 2 | 38 | 39 | −1  | 3  |
| 5   | Francia     | 4 | 0 | 0 | 4 | 11 | 49 | −38 | 0  |